# Cristobal Ramas
Cristobal Ramas, né le 15 février 1935, à Cebu, aux Philippines, est un ancien joueur philippin de basket-ball.